# Leclerc (czołg)
Leclerc – francuski współczesny czołg podstawowy trzeciej generacji, produkowany w latach 1990–2007 we francuskiej firmie GIAT Industries (następnie Nexter). W armii francuskiej są obecnie zastępowane przez czołgi czwartej generacji Leclerc XLR.

## Historia konstrukcji
W grudniu 1982 roku parlament francuski zatwierdził plan budowy nowego czołgu, który miał być następcą czołgów podstawowych AMX-30 i AMX-30 B2 znajdujących się na uzbrojeniu armii francuskiej. W dniu 30 stycznia 1986 roku ustalono, że czołg będzie oznaczony nazwą Leclerc. Nazwa pochodzi od nazwiska marszałka Philippe’a Marie Leclerca.
Czołg Leclerc ma klasyczny układ – kierowca siedzi z przodu, niska wieża zajmuje centralną część kadłuba, z tyłu umieszczony jest silnik. Dowódca siedzi w wieży z lewej strony, celowniczy z prawej. W wieży przechowywane są 22 naboje do 120 mm armaty, dodatkowo 18 nabojów znajduje się w kadłubie. Do armaty można używać różnych pocisków. Armata ładowana jest automatycznie.
System kierowania ogniem może śledzić jednocześnie pięć ruchomych celów. Dla zwiększenia skuteczności strzelania wykorzystywany jest laser, termiczne kamery, komputer pokładowy przeliczający parametry poruszającego się czołgu względem ruchomego celu, wiatr, temperaturę powietrza itp. Prawdopodobieństwo trafienia wynosi 95%. Szybkostrzelność wynosi do 12 pocisków na minutę. Komputer ponadto podaje dane dotyczące liczby pozostałych pocisków, paliwa, położenia czołgu.
Produkcję seryjną rozpoczęto w 1992 roku i do chwili obecnej (2017) wyprodukowano 876 czołgów Leclerc.
29 lipca 2015 w Paryżu została podpisana umowa tworząca joint venture z równym podziałem pomiędzy KMW i Nexter Systems. Połączenie producentów oznacza początek prac nad nowym czołgiem podstawowym, następcą czołgów Leopard 2 i Leclerc.

## Użycie czołgu

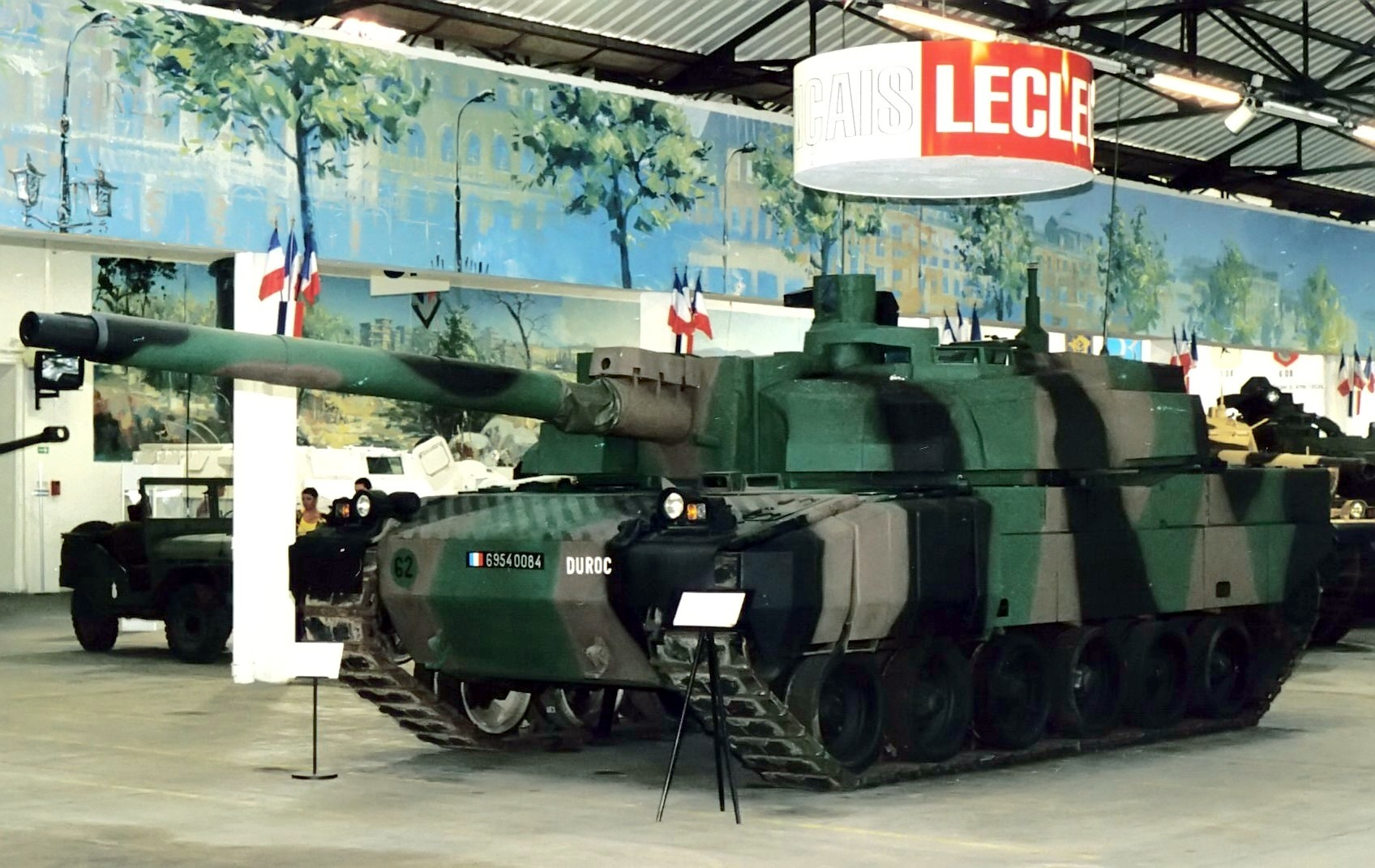
Leclerc

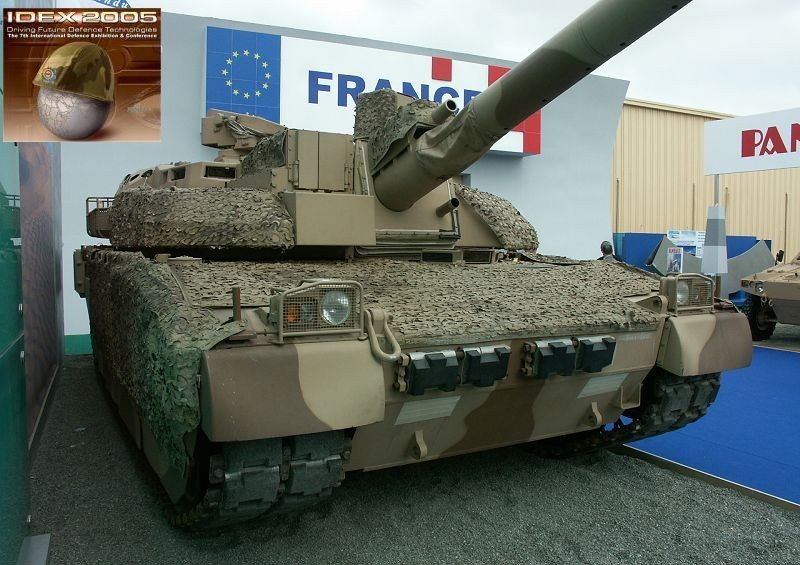
Leclerc należący do ZEA

Leclerc wszedł do służby w armii francuskiej w 1995. Dostarczono 406 egzemplarzy, ale 51 sztuk najstarszych serii zostało wycofanych ze służby. Czołg używany jest w wojskach lądowych Francji (254 sztuki), w wojskach lądowych Zjednoczonych Emiratów Arabskich (436 sztuk) z tego 388 znajduje się w oddziałach liniowych, 46 znajduje się w rezerwie, a 2 używane są w szkole wojskowej. 80 egzemplarzy zostało przekazanych przez ZEA do Jordańskich Sił Zbrojnych. Pierwsze maszyny weszły do służby w październiku 2020.
15 czołgów Leclerc wzięło udział w akcji sił pokojowych w Kosowie.
W 2006 13 czołgów zostało skierowanych do południowego Libanu, w ramach misji pokojowej oddziałów UNIFIL. Pozostały tam do grudnia 2010.
Czołgi Leclerc wojsk lądowych Zjednoczonych Emiratów Arabskich w sierpniu 2015 roku rozpoczęły udział w wojnie domowej w Jemenie. W następnym miesiącu pod Marib w ataku na czołg tego typu za pomocą przeciwpancernego pocisku kierowanego zginął jego kierowca, a dowódca został ranny.